# A Double Elopement (film 1911)
A Double Elopement è un cortometraggio muto del 1911 prodotto dalla Lubin Manufacturing Company. Il nome del regista non viene riportato nei credit del film, interpretato da Noah Reynolds.

## Trama
Walter e Lily sono innamorati, ma la madre di Lily non è convinta di quel matrimonio. Walter, allora, convince il padre ad andare a parlare con la signora Brown. Il signor Thompson, quando vede la bella vedova, si dimentica di perorare la causa del figlio e si mette a corteggiare la signora che accetta volentieri le sue attenzioni. Nessuno dei due fa parola della relazione con i figli che, intanto, vedendo che la situazione non si sblocca, decidono di scappare da casa per andarsi a sposare. Altrettanto fanno i genitori, che non hanno il coraggio di confessare quell'amore ai figli. La fuga delle due donne, ignare una dell'altra, viene programmata la stessa notte; Walter si procura una scala con cui fa scappare Lily mentre dall'altra parte della casa il signor Thompson fa altrettanto con la signora Brown. Le due coppie scopriranno quello che è accaduto quando tutti e quattro si troveranno davanti allo stesso sacerdote che deve celebrare le nozze. Dopo una spiegazione e le scuse reciproche, le due coppie convolano a nozze con un doppio matrimonio.

## Produzione
Il film fu prodotto dalla Lubin Manufacturing Company.

## Distribuzione
Distribuito dalla General Film Company, il film - un cortometraggio in una bobina - uscì nelle sale statunitensi il 6 febbraio 1911.